# Pierre Malcom Guay
Pour les articles homonymes, voir Guay.
Pierre Malcom Guay (26 mars 1848-19 février 1899) est un chirurgien, médecin et homme politique fédéral et municipal du Québec.

## Biographie
Né à Saint-Romuald dans le Canada-Est, il étudia au Séminaire de Québec et à l'Université Laval de Québec où il obtint un doctorat en médecine. Il servit également comme conseiller dans sa municipalité natale en 1885 avant de devenir maire de celle-ci de 1886 à 1887. 
Élu député du Parti libéral du Canada de Lévis lors d'une élection partielle déclenchée après l'annulation de l'élection partielle de 1883 en 1885, il sera réélu en 1887, 1891 et en 1896. Il est mort en fonction en 1899 à l'âge de 50 ans.